# Giorgio Garuzzo
Giorgio Garuzzo (Paesana, 30 novembre 1938) è un ingegnere, dirigente d'azienda e imprenditore italiano.
Entrato nella dirigenza della FIAT nel 1976, contemporaneamente all'arrivo nell'azienda di Carlo De Benedetti, assunse progressivamente incarichi direttivi sempre più importanti, raggiungendo positivi risultati nel settore delle macchine utensili dove contribuì alla costituzione della Comau, e potenziando soprattutto il settore dei veicoli commerciali raggruppato in Iveco. Nel 1990 divenne responsabile di tutto il settore degli autoveicoli, comprese automobili e veicoli industriali, del gruppo FIAT come direttore generale unico. Nonostante i successi produttivi e commerciali raggiunti dal settore auto, nel 1996 si dimise improvvisamente, a  causa di profondi contrasti con l'amministratore delegato Cesare Romiti, e lasciò definitivamente il gruppo FIAT.
Ha scritto un libro di memorie in cui narra la sua vicenda nei venti anni trascorsi in FIAT.

## Biografia

### Il periodo dell'Olivetti e della General Electric
Si è laureato in ingegneria elettronica al Politecnico di Torino nel 1961.
Dopo la laurea entrò al laboratorio di ricerche elettroniche Olivetti di San Giuliano Milanese, dove ricercatori e ingegneri stavano sviluppando la prima famiglia italiana di computer mainframe, nata da un'idea di Adriano Olivetti.
Garuzzo ha lavorato sulla Olivetti Elea 9003 e 6001, tra i primi computer dedicati alle aziende. Quando Olivetti fu costretto a vendere la sua divisione elettronica alla General Electric, Giorgio Garuzzo, nei laboratori di Informazione General Electric Information System Italia (GEISI) di Pregnana Milanese, ricoprì il ruolo di capo del dipartimento di pianificazione progetti di ingegneria sui computer di nuova generazione GE115 e GE130, che furono venduti in 5.000 unità in tutto il mondo. È autore del libro Quando in Italia si facevano i computer, pubblicato nel 2015, dove racconta lo sviluppo e il declino dell'industria italiana dell'informatica elettronica, tra il miracolo economico, l'autunno caldo e la crisi analizzando in particolare la figura e l'opera di Adriano Olivetti e di Mario Tchou, e descrivendo alcuni personaggi come Ottorino Beltrami, Marisa Bellisario e Carlo De Benedetti.

### [6]Il periodo Fiat
Nel 1973 Garuzzo passò alla Gilardini, una holding quotata e gestita da Carlo De Benedetti, che Gianni Agnelli, presidente della Fiat, improvvisamente e inaspettatamente assunse nel 1976 come "amministratore delegato" (chief executive officer) del gruppo Fiat, che impiegava al tempo più di 300.000 dipendenti. Mentre De Benedetti rimarrà in Fiat solamente 100 giorni, Giorgio Garuzzo, che lo aveva seguito come suo consigliere personale, vi ha lavorato per 20 anni. In un libro pubblicato nel 2006 (Fiat - I segreti di un'epoca) egli descrive gli eventi e le realizzazioni della sua esperienza in Fiat, sullo sfondo del contesto sociale ed economico dell'Italia tra il 1976 e il 1996.
Nel 1977 Garuzzo promosse la fusione di sette aziende di macchine utensili che portò alla creazione di Comau SpA, società specializzata in attrezzature per saldatura, il cui "Robogate", sistema di produzione informatizzata e flessibile (FMS), è stato utilizzato, a partire dagli anni ottanta, da molti costruttori in tutto il mondo per assemblare autovetture.
Tra il 1979 e il 1984, alla guida del Settore Componenti Fiat, ha riorganizzato e gestito più di 50 aziende nel campo dei componenti per le applicazioni automotive e industriali, promuovendo anche lo sviluppo dell'innovativo controllo elettronico multi-point del sistema di iniezione del carburante a benzina di Magneti Marelli SpA (la prima alternativa europea all'offerta proposta dalla società tedesca Bosch), un prodotto che a poco a poco ha sostituito i carburatori Weber.
Dal 1984, ha ricoperto il ruolo di CEO di Iveco SPA, produttore di veicoli commerciali e autocarri pesanti, realizzando l'acquisizione e l'incorporazione di Ford Truck e di Seddon Atkinson nel Regno Unito, di Pegaso in Spagna, di Ashok Leyland, di Astra in Italia. Nel 1985 ha curato il trasferimento tecnologico e la joint venture con la Nanjing Automobile Corporation per la produzione di motori diesel e del veicolo commerciale leggero Daily Iveco. Lo stesso anno creò un consorzio con Oto Melara per lo sviluppo del carro armato da battaglia Ariete C1 e del carro armato su ruote Centauro B1.
Ha guidato il programma per riprogettare la gamma di prodotti Iveco, ha promosso attività di Ricerca e Sviluppo e la razionalizzazione di 22 stabilimenti in cinque Paesi d'Europa.
Nel 1989, Giorgio Garuzzo ha negoziato l'acquisizione di Ford New Holland, risultato di una precedente fusione della Ford Tractor e della New Holland Agriculture. L'integrazione con Fiat Geotech (che a sua volta aveva inglobato Fiat Trattori, Laverda e Hesston), ha portato alla creazione di New Holland, poi diventata CNH.
Nel 1991, anno di profonda crisi per il settore automobilistico del Gruppo Fiat, Garuzzo è stato nominato Chief Operating Officer (C.O.O. o "Direttore Generale") del Gruppo Fiat e presidente di Fiat Auto SpA, Iveco NV e New Holland NV. È stato uno dei membri fondatori della ACEA, l'Associazione Europea dei Costruttori di Automobili, da lui presieduta nel 1994 e nel 1995. Come Presidente di Acea si batté a lungo per rintuzzare le importazioni di autovetture giapponesi nel Paese, a difesa dei posti di lavoro europei. 
Nel 1993, è stato interrogato dal pubblico ministero Antonio Di Pietro in merito all'inchiesta conosciuta come "Tangentopoli" o "Mani Pulite", con accuse di corruzione per la vendita di autobus da un concessionario Iveco al comune di Milano, ma non ha subito conseguenze giudiziarie.
È stato costretto a lasciare Fiat nel 1996, quando il Gruppo si era ormai ripreso dalla crisi, dopo un disaccordo con l'amministratore delegato in carica della Fiat, Cesare Romiti.

### Attività in corso
Dopo aver lavorato dieci anni nel settore del private equity, nel 2007 Garuzzo cofonda la Mid Industry Capital, una holding company quotata alla Borsa di Milano, che ha presieduto fino al 2015.
Ha fondato l'"Istituto Garuzzo per le Arti Visive" (IGAV), organizzazione non-profit per la promozione degli artisti italiani all'estero.

## Pubblicazioni
- Fiat: i segreti di un'epoca, introduzione di Alan Friedman, Roma, Fazi Editore, 2006, ISBN 88-8112-747-4.
- Fiat: the Secrets of an Epoch, foreword by Alan Friedman, Heidelberg, Springer, 2014, ISBN 9783319047829.
- Quando in Italia si facevano i computer, Youcanprint, 2015, ISBN 9788893214278.